# 穆里略德加列戈
穆里略德加列戈，是西班牙阿拉贡自治区萨拉戈萨省的一个市镇。 总面积55平方公里，总人口150人（2001年），人口密度3人/平方公里。